# 西区 (光州広域市)

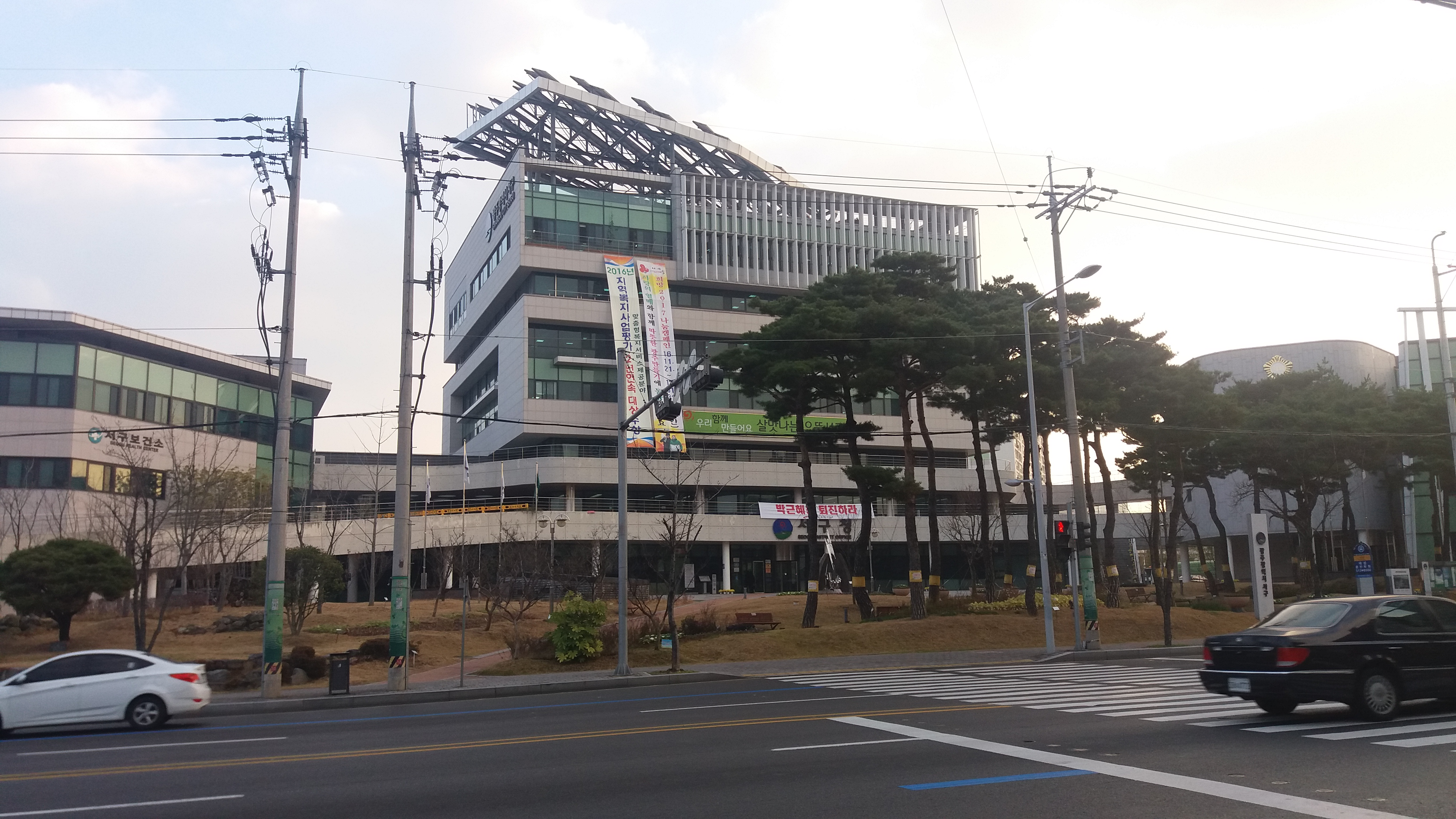
西区庁

西区（ソく）は、大韓民国光州広域市にある区。

## 歴史
- 1973年7月1日 - 全羅南道光州市柳洞・楼門洞・北洞・林洞・東雲洞・胎峰洞・鳳仙洞・社洞・亀洞・西洞・月山洞・白雲洞・珠月洞・真月洞・老大洞・徳南洞・松荷洞・林岩洞・杏岩洞・光川洞・金湖洞・内防洞・農城洞・徳興洞・尚武洞・良洞・龍頭洞・柳村洞・治平洞・楓岩洞の区域をもって、西区が設置される。
- 1980年4月1日
  - 柳洞・楼門洞・北洞・林洞・東雲洞・胎峰洞が北区に編入。
  - 東区楊林洞・芳林洞を編入。
- 1995年3月1日 - 楊林洞・芳林洞・鳳仙洞・社洞・亀洞・西洞・月山洞・白雲洞・珠月洞・真月洞・老大洞・徳南洞・松荷洞・林岩洞・杏岩洞が南区として分立。
- 1995年4月20日 - 光山区細荷洞・西倉洞・碧津洞・梅月洞・馬勒洞（西倉出張所の管轄地域）を編入。
- 2011年10月1日
  - 北区東林洞・雲岩洞の各一部を編入。
  - 豊岩洞の一部が南区に編入。
  - 光川洞の一部が北区に編入。
- 2022年1月11日 - 光川洞で光州マンション外壁崩落事故が発生。

## 行政

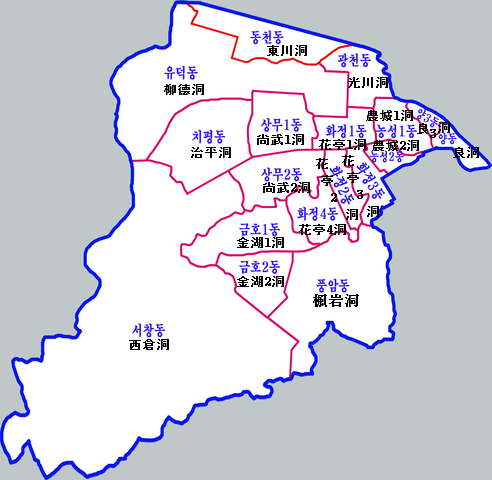
行政区域図

行政洞は17洞、法定洞は17洞からなる。
| 行政洞  | 法定洞                                         |
| ------- | ---------------------------------------------- |
| 良洞    | 良洞                                           |
| 良3洞   | 良洞                                           |
| 農城1洞 | 農城洞                                         |
| 農城2洞 | 農城洞                                         |
| 光川洞  | 光川洞                                         |
| 柳徳洞  | 柳村洞、徳興洞、双村洞、治平洞、内防洞         |
| 治平洞  | 双村洞、治平洞                                 |
| 尚武1洞 | 双村洞、治平洞                                 |
| 尚武2洞 | 双村洞、治平洞                                 |
| 花亭1洞 | 花亭洞、内防洞                                 |
| 花亭2洞 | 花亭洞                                         |
| 花亭3洞 | 花亭洞                                         |
| 花亭4洞 | 花亭洞                                         |
| 西倉洞  | 西倉洞、細荷洞、龍頭洞、碧津洞、馬勒洞、梅月洞 |
| 金湖1洞 | 金湖洞                                         |
| 金湖2洞 | 金湖洞、梅月洞                                 |
| 楓岩洞  | 花亭洞、楓岩洞                                 |
| 東川洞  | 東川洞                                         |

## 交通機関

### 鉄道
- 慶全線
  - 西光州駅
- 光州都市鉄道1号線
  - 良洞市場駅 - トルゴゲ駅※ - 農城駅 - 花亭駅 - 双村駅 - 雲泉駅 - 尚武駅 - 金大中コンベンションセンター駅
- ※ トルゴゲ駅の所在地は南区であるが、西区との境界上にある。